# Hydrolithon sargassi
Hydrolithon sargassi (Foslie) Y.M. Chamberlain, 1994  é o nome botânico  de uma espécie de algas vermelhas pluricelulares do gênero Hydrolithon, família Corallinaceae, subfamília Mastophoroideae.
- São algas marinhas encontradas no Japão, Coreia, Grã-Bretanha, França e Rússia.

## Sinonímia
- Melobesia marginata f. sargassi   Foslie, 1904
- Lithophyllum sargassi   (Foslie) Foslie, 1906
- Melobesia sargassi   (Foslie) Foslie, 1908
- Heteroderma sargassi   (Foslie) Foslie, 1909
- Pneophyllum sargassi   (Foslie) Y.M. Chamberlain, 1983
- Fosliella sargassi   (Foslie) Athanasiadis, 1996